# Elfriede Hartmann
Elfriede Beate Hartmann (21 mai 1921 - 2 novembre 1943) est une étudiante en chimie viennoise. Vers la fin de 1938, quelques mois après l'Anschluss, elle s'engage auprès des Jeunesses communistes. Après le déclenchement de la guerre en 1939, elle s'engage activement dans la résistance. Le 22 février 1942, elle est surprise en train de distribuer des « tracts » dans un parc de Vienne-Döbling et arrêtée. Elle est jugée le 22 septembre 1943 par le Volksgerichtshof spécial de Krems et reconnue coupable de « préparation à commettre une haute trahison et d'aide à l'ennemi » ( « Vorbereitung zum Hochverrat und Feindbegünstigung » ). Elle est morte guillotinée,,,.

## Biographie
Hartmann grandit avec ses parents et sa sœur aînée, Gerda, à Döbling, un quartier prospère de Vienne au nord du centre-ville. Alexander Herbert Hartmann, son père, est un dirigeant d'une compagnie d'assurance d'origine hongroise. Sa mère, née Hermine Schiefer, est professeur d'artisanat. Elle fréquente l'école secondaire pour filles de la Billrothstraße, près de chez elle, et passe son Abitur en 1939. Après avoir quitté l'école, elle travaille pendant quelques mois à la fois chez Fuchs, Meindl und Horn, une prestigieuse maison de couture et de broderie du centre-ville, et chez Hübner & Mayer, un fabricant de machines et de chaudières situé à la limite nord de la ville, près de la maison des Hartmann.
En janvier 1940, elle s'inscrit à l'université pour étudier en vue d'obtenir un diplôme en chimie,. En mai ou juin de cette année-là, elle est cependant obligée d'abandonner ses études universitaires, ayant été identifiée comme une « Mischling » de classe 1,. Les lois dites de Nuremberg de 1935 sont appliquées avec une ferveur croissante par les autorités de Vienne depuis l'Anschluss, et bien que son père ait été baptisé protestant en 1909 ou 1910, les autorités choisissent de le considérer comme juif et appliquent les lois discriminatoires fondées sur la race pour priver sa fille de sa place à l'université. Elle peut néanmoins gagner sa vie grâce à des cours particuliers de mathématiques. La mère d'Elfriede est identifiée par les autorités comme aryenne, ce qui, selon au moins une source, est ce qui a plus tard sauvé son père de la déportation. Elfriede et sa sœur aînée, Gerda, sont toutes deux baptisées en tant que catholiques romaines.
À cette époque, Hartmann vit avec son ami-partenaire, Rudolf Masl (de), un ouvrier du bâtiment qualifié de formation, et un an plus âgé qu'elle. Elle a déjà été introduite dans les Jeunesses communistes à l'automne précédent, peut-être par Masl, ou peut-être par un ami d'école. Il est clair qu’elle n’a pas été initiée à l’activisme politique de gauche par son père. Elle s'implique très vite dans l'organisation politique, devenant la dirigeante des Jeunesses communistes du District 3, englobant une tranche du sud-ouest de Vienne qui couvre cinq districts postaux et comprend la gare principale de la ville. Elle est également chargée de maintenir les contacts avec les groupes de jeunes communistes de Salzbourg, Linz et Sankt Pölten. L'Allemagne est une dictature à parti unique depuis 1933 et des développements politiques équivalents s'étaient produits en Autriche pendant et depuis 1933. L'activisme politique « clandestin » de Hartmann au nom d'une organisation communiste est contraire aux règles, dont l'application est intensifiée après le déclenchement de la guerre en septembre 1939.
Début 1941, Hartmann démissionne de ses fonctions au sein des Jeunesses communistes afin de se concentrer, avec une poignée de camarades, sur la création d'un Lit-Apparat ou Lit-Stelle (terme utilisé par le Parti communiste de l'époque et du lieu pour désigner une opération d'impression et de distribution de littérature politique). Elles commencent à produire Die Rote Jugend (Jeunesse rouge), un journal de résistance anti-guerre dont elle est en grande partie l'auteure,. Le nom de couverture de Hartmann au sein du mouvement communiste est Paula.
Hartmann est également membre du groupe de résistance communiste Der Soldatenrat, du nom des soviets d'ouvriers et de soldats qui ont émergé en Allemagne après la précédente guerre mondiale. Les autres membres du groupe comprennent Anna Gräf (de), Leopoldine Kovarik (en) et Alfred Rabofsky (de). Tous, comme Hartmann, seront condamnés à mort et exécutés avant la fin de la guerre. Le groupe a son propre journal clandestin, consacré à inciter les conscrits militaires et autres membres de l'armée à déserter l'armée allemande et à rejoindre l'armée soviétique. C'est Hartmann qui rédige la lettre — décrite dans certaines sources comme un tract — qu'elle adresse aux membres de l'armée. Elle organise la production à grande échelle de copies et coordonne leur distribution. Une première tentative de distribution des missives par le biais du service postal militaire échoue car elles sont bloquées. Il s'avère que la clé pour débloquer le service de courrier est de pouvoir identifier chaque soldat individuellement par son « numéro de référence de courrier militaire » unique (Feldpostnummer). À cette époque, son partenaire, Rudolf Masl, est en Norvège, après avoir été enrôlé pour le service militaire sur la ligne de front. Il peut obtenir et transmettre les numéros de référence individuels nécessaires pour plus d'un millier de soldats en service. Il les remet lors d'un bref séjour à Vienne en automne 1941.
Entre octobre 1941 et février 1942, de nombreuses autres enveloppes sont adressées aux soldats et au personnel civil afin d'envoyer davantage de tracts incitant à la désertion. Elfriede Hartmann est trahie auprès des autorités, presque certainement par un informateur du gouvernement qui s'est infiltré dans le petit groupe de résistance dont elle fait partie. Elle est arrêtée par la Gestapo dans le parc de Döbling le 24 février 1942,. Elle est emmenée au complexe de police principal sur la promenade Elisabeth le long du canal du Danube et détenue pour interrogatoire.
Rudolf Masl est arrêté trois mois plus tard. Malgré les interrogatoires brutaux qu'ils subissent, Masl et Hartmann tentent tous deux désespérément de s'exonérer mutuellement. Masl insiste sur le fait qu'il a donné à Hartmann toutes les coordonnées des soldats figurant sur la « liste de diffusion » sans y être invité, tandis que Hartmann insiste sur le fait qu'elle les a copiées à son insu. Lorsqu'elle apprend que Masl a tout avoué à ses interrogateurs, elle fait sortir clandestinement des messages de sa prison, insistant pour qu'il retire ses aveux. Après avoir appris que son partenaire a été condamné à mort, elle fait sortir clandestinement de sa cellule une succession de notes passionnées, principalement adressées à ses parents, griffonnées d'une minuscule écriture au dos de dossiers. Elle exhorte les bénéficiaires à intervenir auprès des autorités, affirmant que tout acte répréhensible de la part de Masl n'a eu lieu que parce qu'il est épris d'elle et complètement sous son influence. L'accusation est celle habituelle de « préparation à commettre une haute trahison et aide à l'ennemi » ( « Vorbereitung zum Hochverrat und Feindbegünstigung » ).
Bien qu'il ait été arrêté plusieurs mois plus tard, Masl est le premier du couple à comparaître devant Volksgerichtshof. Le 17 mars 1943, Elfriede Hartmann est appelée à témoigner à son procès. Elle profite de l'occasion pour renouveler sa tentative d'exonérer Masl, insistant sur le fait que la faute concernant tout acte répréhensible allégué lui incombe exclusivement. Masl est néanmoins reconnu coupable et condamné à mort par le tribunal populaire spécial de Krems. La sentence est exécutée le 27 août 1943, à l'aide de la guillotine qui a été installée à cet effet dans le complexe du tribunal de district de Vienne en 1938.
Le procès de Hartmann a lieu au Tribunal populaire le 22 septembre 1943. Elle est l’une des deux personnes jugées en même temps. Le coaccusé est Friedrich Mastny (de), un camarade du même groupe de résistance qu'elle. Les deux accusés sont reconnus coupables et condamnés à mort. Le tribunal rejette comme irrecevable une demande de nouveau procès.
Le 2 novembre 1943, Elfrieda Hartmann est exécutée par guillotine au tribunal de district de Vienne.

## Commémoration
Sur la tombe de la famille Masl au cimetière de Hirschstetten se trouve une pierre commémorative pour Elfriede Hartmann et son partenaire Rudolf Masl. Son nom apparaît également sur l'une des plaques commémoratives de l'ancienne salle d'exécution du tribunal de district de Vienne.